# Arlanda Jets
Gli Arlanda Jets sono una squadra di football americano di Märsta, in Svezia; fondati nel 1988, hanno vinto 1 titolo nazionale.

## Dettaglio stagioni

### Tackle football

#### Tornei nazionali

##### Campionato

###### Division 1/Superserien för damer
| Stagione | regular season | regular season | regular season | regular season | regular season | regular season | playoff | playoff | playoff | playoff | playoff | playoff    | playoff                 |
|          | Vin            | Par            | Per            | Tot            | PF             | PS             | Vin     | Per     | Tot     | PF      | PS      | risultato  | avversaria              |
| -------- | -------------- | -------------- | -------------- | -------------- | -------------- | -------------- | ------- | ------- | ------- | ------- | ------- | ---------- | ----------------------- |
| 2017     | 5              | 1              | 1              | 7              | 150            | 62             | 0       | 1       | 1       | 8       | 22      | Semifinale | Stockholm Mean Machines |
| 2018     | 5              | 0              | 1              | 6              | 185            | 18             | 0       | 1       | 1       | 7       | 42      | Semifinale | Örebro Black Knights    |
| 2019     | 5              | 0              | 3              | 8              | 55             | 95             | 0       | 1       | 1       | 7       | 14      | Semifinale | Örebro Black Knights    |
| 2020     | 1              | 0              | 3              | 4              | 10             | 131            | 0       | 1       | 1       | 0       | 14      | Semifinale | Örebro Black Knights    |
| Totale   | 16             | 1              | 8              | 25             | 300            | 306            | 0       | 4       | 4       | 22      | 92      |            |                         |

Fonti: Enciclopedia del Football - A cura di Roberto Mezzetti

###### Division 1
| Stagione | regular season | regular season | regular season | regular season | regular season | regular season | playoff | playoff | playoff | playoff | playoff | playoff              | playoff                |
|          | Vin            | Par            | Per            | Tot            | PF             | PS             | Vin     | Per     | Tot     | PF      | PS      | risultato            | avversaria             |
| -------- | -------------- | -------------- | -------------- | -------------- | -------------- | -------------- | ------- | ------- | ------- | ------- | ------- | -------------------- | ---------------------- |
| 2017     | 5              | 0              | 1              | 6              | 217            | 55             | 1       | 1       | 2       | 54      | 28      | Quarti di finale     | Kristianstad Predators |
| 2018     | 2              | 0              | 3              | 5              | 146            | 154            | 0       | 1       | 1       | 20      | 35      | Wild Card            | STU Northside Bulls    |
| 2019     | 6              | 0              | 0              | 6              | 230            | 38             | 2       | 1       | 3       | 77      | 85      | Finale               | Kristianstad Predators |
| 2020     | 5              | 0              | 1              | 6              | 210            | 52             | 0       | 1       | 1       | 17      | 24      | Sconfitti ai playoff | Limhamn Griffins       |
| 2021     | 2              | 0              | 4              | 6              | 95             | 103            | 1       | 1       | 2       | 41      | 77      | Finale               | Tyresö Royal Crowns    |
| 2022     | 7              | 0              | 1              | 8              | 166            | 86             | 1       | 0       | 1       | 18      | 16      | Co-campioni          | Göteborg Marvels       |
| Totale   | 27             | 0              | 10             | 37             | 1064           | 488            | 5       | 5       | 10      | 227     | 265     |                      |                        |

Fonti: Enciclopedia del Football - A cura di Roberto Mezzetti

#### Tornei internazionali

##### European Football League (1986-2013)
| Stagione | regular season | regular season | regular season | regular season | regular season | regular season | playoff | playoff | playoff | playoff | playoff | playoff   | playoff    |
|          | Vin            | Par            | Per            | Tot            | PF             | PS             | Vin     | Per     | Tot     | PF      | PS      | risultato | avversaria |
| -------- | -------------- | -------------- | -------------- | -------------- | -------------- | -------------- | ------- | ------- | ------- | ------- | ------- | --------- | ---------- |
| 2004     | 1              | 0              | 1              | 2              | 17             | 17             | -       | -       | -       | -       | -       | -         | -          |
| Totale   | 1              | 0              | 1              | 2              | 17             | 17             | -       | -       | -       | -       | -       |           |            |

Fonti: Enciclopedia del Football - A cura di Roberto Mezzetti

### Riepilogo fasi finali disputate
| Anno              | Luogo        | Evento                | Fase del torneo  | Incontro                               | Risultato |
| 1º luglio 2017    | Märsta       | Division 1 för damer  | Semifinale       | Arlanda Jets - Stockholm Mean Machines | 8 - 22    |
| 13-14 agosto 2017 | Kristianstad | Division 1 för herrar | Quarti di finale | Kristianstad Predators - Arlanda Jets  | 20 - 19   |
| 30 giugno 2018    |              | Superserien för damer | Semifinale       | Örebro Black Knights - Arlanda Jets    | 42 - 7    |
| 18 agosto 2018    |              | Division 1 för herrar | Wild Card        | STU Northside Bulls - Arlanda Jets     | 35 - 20   |
| 29 giugno 2019    | Örebro       | Superserien för damer | Semifinale       | Örebro Black Knights - Arlanda Jets    | 14 - 7    |
| 6 luglio 2019     | Borås        | Division 1 för herrar | Finale           | Kristianstad Predators - Arlanda Jets  | 54 - 26   |
| 4 ottobre 2020    |              | Division 1 för herrar | Playoff          | Arlanda Jets - Limhamn Griffins        | 17 - 24   |
| 17 ottobre 2020   |              | Superserien för damer | Semifinale       | Örebro Black Knights - Arlanda Jets    | 14 - 0    |
| 2 ottobre 2021    | Bergshamra   | Division 1 för herrar | Finale           | Tyresö Royal Crowns - Arlanda Jets     | 49 - 6    |
| 3 luglio 2022     |              | Division 1 för herrar | Finale           | Arlanda Jets - Göteborg Marvels        | 18 - 16   |

## Palmarès
- 1 SM-final (2003)
- 5 Campionati di 2º livello (1996[1], 1998[1], 2016, 2020[1], 2022[1])
- 5 Campionati svedesi Under-19 (1994, 1996, 1997, 1999, 2012)
- 1 Campionato svedese Under-16 (1996)
- 1 Dukes Tourney Senior (1995)
- 2 Dukes Tourney Under-19 (2004, 2005)
- 2 Dukes Tourney Under-17 (2010, 2013)
- 2 Dukes Tourney Under-13 (2008, 2012)